# Урош Марковић
Урош Марковић био је каменорезац из Прањана (Општина Горњи Милановац), активан 50 година на простору између Каблара, Маљена, Гојне Горе и Коњевића.

## Живот
Син Филипа ковача који се у Прањане доселио из Планинице. Оставши рано без оца, са само два завршена разреда основне школе, још као дете почео је да се обучава каменорезу код знаменитог мајстора Јосифа Симића Теочинца. Учитељ и ученик заједно су се потписали 1907. на споменику у Миоковцима, годину дана пред Јосифову смрт.
Урош је започео самостално да клесари пред Балканске ратове. Ускоро је и сам кренуо у рат и прешао Албанију. Велики број надгробника и кенотафа израдио је управо својим саборцима. Био је тражен мајстор. Клесарио је све до пар година пред смрт − пуних пет деценија. Три пута се женио.

## Дело
Надгробнике је клесао од беличастог „кабларца” и жућкастог тоцилњака из Струганика најпре у  форми стуба са „капом”, а касније и најчешће у облику вертикалне плоче углављене у масивно постоље, са архитектонски украшеном предњом страном и елегантно изрезаним тролисним крстом у врху. Понекад је израђивао масивне надгробне плоче, као и мање споменике са заобљеним или пирамидалним врхом.
Потез длета му је сигуран и вешт, поготово у резању типографски разноврсних слова, арабескних линија и биљне орнаментике. Препознатљив је по приказима двоглавих орлова и гроздовима барељефно изведеним у централном делу крста. Од религиозних симбола приказивао је по неко Распеће или кадионицу. Био је религиозан, па гроб именује „земаљским домом, где почива тело рајске душе”.
Рукопис Уроша Марковића допадљив је и читак. На споменицима се потписивао са: Каменорезац Урош Марковић, Радијо Урош Марковић из Прањана, Изради Урош Марковић Прањани, Каменорезац Урош Прањанац.
Људске фигуре ретко је приказивао − тек по неког војника или девојачки лик. Све одлике Марковићевог мајсторства у портретисању могу се видети на споменику шеснаестогодишње Зорке Чутовић (†1911) из Прањана:
Округличаста и танковрата шеснаестогодишња Зорка је с лицем ћутљиве женске смерности, скупљеним устима и малим поразмакнутим очима. Разведених обрва „изниклих” из корена носа, па су с њим једноделне, подсећа на фигуре из староегипатске уметности. Преко широког и ниског чела премотала кику, а о ушима обоци од два „зрнца”. Преко кошуље с две унакрсне траке на пршњаку извезене „кукицама” и са зарукављима решмасто украшеним, оденут је јелек гајтанима опшивених скутова и спучан ситним дугметима. По набораној сукњи пружила се правоугаона прежина - и једна и друга су при дну окрајчене нашивеним уским везеним тракама испод којих повирују шпицасте ципеле са штиклама. У десној руци кишобран заковрчене рукунице, у левој - гранчица с три цвета.

## Епитафи
Епитафи одишу „шкртим реализмом”. Тек понекад срећу се поетски узлети и то углавном деци и млађим особама. 
Крајпуташ Животи Ј. Мирковићу (+1916)  (Коштунићи)
ЖИВОТА Ј. МИРКОВИЋ.
војник 3. чете 1. бат. 12. пука
11. новембра 1916. г.
на Соколцу пао као јунак
за краља и милу отаџбину
младост своју дао.
Збогом мили родитељи.
Спомен подиже отац
Јеврем Д. Мирковић,
мати Драгина и брат Десимир
1922.
Писа Урош Марковић Прањани.

Крајпуташи браћи Лукић -  Вукоману (+1915) и Драгојлу (+1917) (Леушићи)
ВУКОМАН ЛУКИЋ
из Леушића
болничар Шумадинске дивизије
пао за своју отаџбину
у 21. г.
13. I 1915. г.
Приђи мили путниче
нашој прошлости.
Ожалошћени отац Теодор
мати Драгина
браћа Веселин Милић
сестре Аница Софија Ђурђија
мила снајка Иванка
Бог вам душицу опрости
мили девери.
ДРАГОЈЛЕ ЛУКИЋ
из Леушића
војник 4. чете I батаљона 11. пука
пао за отаџбину у 28. г.
у 1917. г.
Прочитајте тужну нашу младос.
Тугујући ваш отац Теодор
мати Драгина
браћа Веселин Милић
сестре Аница Софија Ђука
и мила сна Иванка
Каменорезац Урош Марковић
из Прањана.

Споменик Миленки Матијевић (+1939) (Гојна Гора, Трнавско гробље)
Овде вене моја дична младос
МИЛЕНКЕ
ћерке Николе Матијевића
из Гојне Горе
Живела 20 год.
а предаде Богу
Рајску душу
15. октомбра 1939. год.
Зора руди
сунце пусти здрака
мене мила мајко
сад покрива густи мрак.
Спомен подигоше
отац Никола
мати Загорка
мили брат Милун
и сестра Војислава Матијевић
у 1940. г.
Урош Марковић
Прањани: